# Арола
Арола (итал. Arola) — коммуна в Италии, располагается в регионе Пьемонт, в провинции Вербано-Кузьо-Оссола.
Население составляет 279 человек (2008 г.), плотность населения составляет 47 чел./км². Занимает площадь 6 км². Почтовый индекс — 28010. Телефонный код — 0323.
Покровителем коммуны почитается святой апостол Варфоломей, празднование 24 августа.

## Демография
Динамика населения:

## Администрация коммуны
- Официальный сайт: